# Perreuil
Perreuil – miejscowość i gmina we Francji, w regionie Burgundia-Franche-Comté, w departamencie Saona i Loara.
Według danych na rok 1990 gminę zamieszkiwały 432 osoby, a gęstość zaludnienia wynosiła 47 osób/km² (wśród 2044 gmin Burgundii Perreuil plasuje się na 506. miejscu pod względem liczby ludności, natomiast pod względem powierzchni na miejscu 978.).